# Patrick Pineau
Pour les articles homonymes, voir Pineau.
Patrick Pineau est un comédien et un metteur en scène de théâtre français.

## Biographie

### Jeunesse et formation
Patrick Pineau naît près d'Angers. Il hésite entre une carrière dans l'agriculture et le football quand son père l'envoie en pension. Son professeur de français constitue une petite troupe de théâtre et à la suite d'une blessure Patrick Pineau accepte le rôle du maître à danser dans Le Bourgeois gentilhomme de Molière. A 18 ans, il décide d'en faire son métier et emménage à Paris et s'inscrit à un cours municipal à Saint-Ouen-sur-Seine pendant plus de deux ans. Ne trouvant pas de rôle, il devient assistant-décorateur pendant un an puis se présente au Conservatoire national supérieur d'art dramatique qu'il réussit et a pour professeurs Denise Bonal, Michel Bouquet et Jean-Pierre Vincent.

### Carrière
En tant que comédien, il aborde les pièces classiques et modernes. Il débute avec Féroé la nuit de Michel Deutsch mis en scène par Georges Lavaudant, Le Magicien prodigieux de Pedro Calderón de la Barca, mis en scène par Jacques Nichet, Fantasio et Les Caprices de Marianne d'Alfred de Musset mis en scène par Jean-Pierre Vincent, Être sans père (Platonov) d’Anton Tchekhov mis en scène par Claire Lasne...
En 1997, Patrick Pineau devient membre de la troupe du théâtre de l'Odéon sous la direction de Georges Lavaudant qui le met en scène notamment dans Un chapeau de paille d'Italie d'Eugène Labiche, Cyrano de Bergerac d'Edmond Rostand, Ajax-Philoctète d'après Sophocle, Un fil à la patte de Georges Feydeau, La Mort de Danton de Georg Büchner,,.
Dès 1992, Patrick Pineau devient metteur en scène. Il monte Conversations sur la montagne d’Eugène Durif au Théâtre Ouvert, puis à l'Odéon Les Barbares de Maxime Gorki, Peer Gynt d'Henrik Ibsen en 2004 également dans la Cour d'honneur du Palais des papes au Festival d'Avignon.
De 2007 à 2010, il met en scène différentes pièces à MC93 Bobigny : Une demande en mariage, Tragédien malgré lui, L'Ours et Les Trois Sœurs d'Anton Tchekhov,, La Noce de Bertolt Brecht.
En 2011 pour le 65e anniversaire du Festival d'Avignon, Patrick Pineau monte Le Suicidé de Nikolaï Erdman dans la Carrière de Boulbon. Le comédien qui joue rarement dans ses mises en scène interprète le rôle principal après la défection d'Éric Elmosnino et a notamment pour partenaire Anne Alvaro,.
De 2011 à 2016, Patrick Pineau est artiste associé du Grand T à Nantes puis au Théâtre-Sénart avec notamment Le Conte d'hiver de William Shakespeare et Le Mandat, première pièce de Nikolaï Erdman, une satire du pouvoir russe interdite en 1930.

## Filmographie

### Cinéma
- 1989 : Un monde sans pitié d'Éric Rochant, un joueur de poker
- 1990 : Lacenaire de Francis Girod
- 1996 : Capitaine Conan de Bertrand Tavernier
- 1998 : Dieu seul me voit (Versailles-Chantiers) de Bruno Podalydès, apparaît dans la "version interminable" parue en DVD en 2008 : Ygor le policier
- 1999 : Vénus Beauté (Institut) de Tonie Marshall
- 2001 : Liberté-Oléron de Bruno Podalydès : Gaboriau, le paysagiste
- 2006 : Selon Charlie de Nicole Garcia
- 2006 : Quand j'étais chanteur de Xavier Giannoli
- 2008 : Un cœur simple de Marion Laine
- 2012 : Une Estonienne à Paris d'Ilmar Raag
- 2015 : Un Français de Diastème
- 2020 : Un triomphe d'Emmanuel Courcol
- 2021 : Ogre d'Arnaud Malherbe
- 2023 : Linda veut du poulet ! de Chiara Malta et Sébastien Laudenbach
- 2024 : Louise Violet d'Éric Besnard

### Télévision
- 1996 : Petit de Patrick Volson : Léo
- 1998 : Joséphine, ange gardien, épisode Le tableau noir : Thierry
- 2000 : Tontaine et Tonton de Tonie Marshall : Alexandre
- 2016 : La Loi d'Alexandre, épisode Le tableau de sa mère de Philippe Venault

### Court-métrage
- 2015 : Lilith de Tatiana Becquet Genel

## Théâtre

### Comédien
- 1988 : Coup de sang d'Éric Didry, Sophie Merien et Gilbert Rouvière, Théâtre de la Bastille
- 1989 : La double inconstance de Marivaux  mise en scène de Michel Cerda  Théâtre de Châtillon
- 1989 : Féroé la nuit de Michel Deutsch, mise en scène Georges Lavaudant, Théâtre de la Ville
- 1989 : Masques, conception Michel Aymard, Laurence Camby, Didier Galas, Patrick Pineau, Gérard Watkins, Festival d'Avignon
- 1990 : Le Magicien prodigieux de Pedro Calderón de la Barca, mise en scène Jacques Nichet, Théâtre des Treize Vents, Théâtre de la Ville
- 1991 : Fantasio d'Alfred de Musset, mise en scène Jean-Pierre Vincent, Théâtre Nanterre-Amandiers
- 1991 : Les Caprices de Marianne d’Alfred de Musset, mise en scène Jean-Pierre Vincent, Théâtre Nanterre-Amandiers, TNP Villeurbanne
- 1991 : Le Petit Bois d'Eugène Durif, mise en scène Éric Elmosnino, Festival d'Avignon
- 1992 : Terra Incognita de Georges Lavaudant, mise en scène de l'auteur, Festival d'Avignon, Théâtre de Nice, Odéon-Théâtre de l'Europe
- 1993 : Un chapeau de paille d'Italie d'Eugène Labiche, mise en scène Georges Lavaudant, TNP Villeurbanne, Théâtre des Treize Vents, Théâtre de la Ville
- 1994 : Le Legs et L'Épreuve de Marivaux, mise en scène Alain Milianti, Maison des arts et de la culture de Créteil
- 1995 : Nuit bleue au cœur de l'ouest de James stock mise en scène de Michel Cerda , le Quartz à Brest et Théâtre  de la ville
- 1996 : Être sans père (Platonov) d’Anton Tchekhov, mise en scène Claire Lasne, Théâtre Paris-Villette
- 1996 : La Cour des comédiens d'Antoine Vitez, mise en scène Georges Lavaudant, Festival d'Avignon
- 1997 : Un chapeau de paille d'Italie d'Eugène Labiche, mise en scène Georges Lavaudant, Odéon-Théâtre de l'Europe
- 1997 : Histoires de France de Georges Lavaudant et Michel Deutsch, mise en scène Georges Lavaudant, Odéon-Théâtre de l'Europe
- 1997-1999-2000 : Ajax-Philoctète d'après Sophocle, mise en scène Georges Lavaudant, Petit Odéon, Théâtre national de Strasbourg
- 1999 : La Noce chez les petits bourgeois et Tambours dans la nuit de Bertolt Brecht, mise en scène Georges Lavaudant, Odéon-Théâtre de l'Europe
- 1999-2000 : L'Orestie d'Eschyle, mise en scène Georges Lavaudant, Odéon-Théâtre de l'Europe
- 2000 : Fanfares de Georges Lavaudant, mise en scène de l'auteur, Odéon-Théâtre de l'Europe
- 2001 : Un fil à la patte, de Georges Feydeau, mise en scène Georges Lavaudant, Odéon-Théâtre de l'Europe
- 2002 : La Mort de Danton de Georg Büchner, mise en scène Georges Lavaudant, Odéon-Théâtre de l'Europe
- 2002-2003 : Lueur d’étoile de Irina Dalle, mise en scène de l'auteur, Théâtre du Chaudron
- 2003 : Les Barbares de Maxime Gorki, mise en scène Patrick Pineau, Odéon-Théâtre de l'Europe Ateliers Berthier
- 2003 : El Pelele de Jean-Christophe Bailly, mise en scène Georges Lavaudant, Odéon-Théâtre de l'Europe
- 2004 : La Cerisaie d'Anton Tchekhov, mise en scène Gabriel Monnet, Odéon-Théâtre de l'Europe Ateliers Berthier, Théâtre National de Nice
- 2006 : Une demande en mariage, Tragédien malgré lui d'Anton Tchekhov, mise en scène Patrick Pineau
- 2008 : Le Petit Chaperon Uf de Jean-Claude Grumberg, mise en scène Sylvie Orcier
- 2010 : Vols en piqué dans la salle de Karl Valentin, mise en scène Sylvie Orcier, Scène nationale Évreux-Louviers, tournée
- 2011 : Le Suicidé de Nikolaï Erdman, mise en scène Patrick Pineau, Théâtre-Sénart, Festival d'Avignon, Maison de la Culture de Bourges, Théâtre Vidy-Lausanne, tournée
- 2012 : L'Affaire de la rue de Lourcine d’Eugène Labiche, mise en scène Patrick Pineau, Scène nationale de Sénart, tournée
- 2012 : Don Quichotte d'après Miguel de Cervantes, mise en scène Patrick Pineau, Scène Nationale de Sète et du Bassin de Thau, tournée
- 2012 : La Rose, la Bouteille et la Poignée de main, mise en scène Patrick Pineau, Scène Nationale de Sète et du Bassin de Thau, tournée
- 2012 : Bouvard et Pécuchet d'après Gustave Flaubert, mise en scène Patrick Pineau, MC93 Bobigny, tournée
- 2013 : Cyrano de Bergerac d'Edmond Rostand, mise en scène Georges Lavaudant, Nuits de Fourvière. Rôle de Cyrano.
- 2017 : Jamais seul de Mohamed Rouabhi, mise en scène Patrick Pineau, tournée
- 2017 : L'Art de la comédie de Eduardo de Filippo, mise en scène Patrick Pineau, Théâtre-Sénart, tournée
- 2020 : Moi, Jean-Noël Moulin, président sans fin de Mohamed Rouabhi, mise en scène Sylvie Orcier, Théâtre Firmin-Gémier - La Piscine
- 2020 : Black March de Claire Barrabès, mise en scène Sylvie Orcier, Théâtre-Sénart, tournée
- 2022 : OVNI d’Ivan Viripaev, mise en scène Éléonore Joncquez, Théâtre de la Tempête, Festival Off d'Avignon, tournée
- 2022 : 	John a-dreams de Serge Valletti, mise en scène Sylvie Orcier, conception Serge Valletti, Nuits de Fourvière
- 2022 : Les Frères Karamazov de Fiodor Dostoïevski, mise en scène Sylvain Creuzevault, Festival d'Automne à Paris, tournée
- 2024 : Le Mandat de Nikolaï Erdman, mise en scène Patrick Pineau, Célestins, Théâtre de Lyon, Théâtre de la Tempête, tournée

### Metteur en scène
- 1992 : Conversations sur la montagne d’Eugène Durif, Théâtre de la Manufacture, Théâtre Ouvert
- 1994 : Discours de l’Indien rouge de Mahmoud Darwich, Théâtre Paris-Villette
- 1995 : Pygmée de Serge Sandor, Villeurbanne
- 2001 : Monsieur Armand dit Garrincha de Serge Valletti, Odéon-Théâtre de l'Europe
- 2003 : Les Barbares de Maxime Gorki, Odéon-Théâtre de l'Europe Ateliers Berthier
- 2004 : Peer Gynt d'Henrik Ibsen, Festival d'Avignon, Odéon-Théâtre de l'Europe Ateliers Berthier
- 2005 : Grain de sable, défi à la gravité du corps d'Isabelle Janier, Théâtre de l'Atalante
- 2006 : Des arbres à abattre de Thomas Bernhard, Odéon-Théâtre de l'Europe
- 2007 : Une demande en mariage, Tragédien malgré lui, L'Ours d'Anton Tchekhov, MC93 Bobigny
- 2007 : Ko boy de Paul Minthe, Aire Falguière
- 2007 : On est tous mortels un jour ou l'autre d'Eugène Durif, Théâtre du Grand Forum Louviers
- 2007 : Les Trois Sœurs d'Anton Tchekhov, MC93 Bobigny
- 2010 : La Noce de Bertolt Brecht, MC93 Bobigny, Théâtre des Célestins
- 2010-2011 : Sale Août de Serge Valletti, La Criée,  MC93 Bobigny
- 2011 : Exhortation aux crocodiles d'António Lobo Antunes, MC93 Bobigny
- 2011 : Le Suicidé de Nikolaï Erdman, Théâtre-Sénart puis au Festival d'Avignon
- 2012 : L'Affaire de la rue de Lourcine d’Eugène Labiche, Scène nationale de Sénart, tournée
- 2012 : Les Méfaits du tabac d’Anton Tchekhov, Scène nationale de Sénart, tournée
- 2012 : Don Quichotte d'après Miguel de Cervantes, Scène Nationale de Sète et du Bassin de Thau, tournée
- 2012 : La Rose, la Bouteille et la Poignée de main, Scène Nationale de Sète et du Bassin de Thau, tournée
- 2012 : Bouvard et Pécuchet d'après Gustave Flaubert, MC93 Bobigny, tournée
- 2013 : Le Conte d'hiver de William Shakespeare, Théâtre-Sénart, tournée
- 2014 : 14-18, Le temps de nous aimer de Thierry Secretan, Le Grand T, tournée
- 2016 : L'Art de la comédie de Eduardo de Filippo, Théâtre-Sénart, tournée
- 2016 : Le Monde d'hier d'après Stefan Zweig, adaptation Laurent Seksik, co-mise en scène avec Jérôme Kircher, Théâtre des Mathurins
- 2017 : Jamais seul de Mohamed Rouabhi, Théâtre-Sénart
- 2017 : Tertullien d'après Contre les spectacles de Tertullien, Théâtre de Poche-Montparnasse, tournée
- 2018 : Ce sera comme ça de Claire Lasne-Darcueil, Théâtre de la Poudrerie, tournée
- 2021 : Les Hortensias de Mohamed Rouabhi, Théâtre-Sénart
- 2024 : Le Mandat de Nikolaï Erdman Célestins, Théâtre de Lyon, Théâtre de la Tempête, tournée

## Distinctions
- Prix du Syndicat de la critique 2024 : Prix Georges-Lerminier pour Le Mandat de Nicolaï Erdman[14]